# Soyouz TM-26
Soyouz TM-26 est un vaisseau spatial russe qui a transporté des cosmonautes et du matériel vers la station spatiale MIR. Il a été propulsé par une fusée Soyouz-U du cosmodrome de Baïkonour à 15:36 UT. L'objectif principal de la mission était de transporter deux cosmonautes entraînés spécialement pour réparer les problèmes de la station. TM-26 s'est amarré avec Mir à 17:03 UT le 7 août en contrôle manuel. L'équipage a réparé les câbles d'alimentation et les connecteurs de harnais endommagés dans le module Spektr et ainsi retrouvé une partie de l'alimentation perdue ; ils ont aussi réparé et remplacé le générateur d'oxygène de la station. Le trou dans le module qui a causé sa dépressurisation complète n'a pas pu être localisé durant cette « sortie » à l'intérieur du module. Réparer ou remplacer les segments du panneau solaire de ce module et rechercher les trous a dû être reporté à la prochaine mission.

## Équipage
Décollage :
- Anatoly Solovyev (5)
- Pavel Vinogradov (1)

Atterrissage :
- Anatoly Solovyev (5)
- Pavel Vinogradov (1)
- Léopold Eyharts (1)

## Points importants
32e expédition vers Mir. 